# Романов, Геннадий Николаевич
Геннадий Николаевич Романов ( 24 января 1935, г. Чёрмоз, Пермский край — 24 сентября 2003, п. Метлино, Челябинская область) — российский учёный-радиоэколог, кандидат технических наук, лауреат Государственной премии СССР.

## Биография
Родился 24 января 1935 года в городе Чёрмоз Пермского края. В 1958 году окончил Уральский политехнический институт по специальности «технология редких металлов». По распределению был направлен в г. Озёрск, на химический комбинат «Маяк». Но не пройдя по здоровью, был направлен на Опытную научно-исследовательскую станцию (ОНИС), принят младшим научным сотрудником.
- В 1964 году Г. Н. Романов назначен на должность старшего научного сотрудника, возглавляет группу внешней дозиметрии.
- В 1967 году назначен начальником лаборатории радиационного мониторинга.
- В 1969 году успешно защитил диссертацию на соискание ученой степени кандидата технических наук.
- В 1970 году назначен заместителем начальника опытной станции по научным вопросам.
- В период с 1987 по 2000 годы — начальник Опытной научно-исследовательской станции ОНИС.

## Научная деятельность
Г. Н. Романов — один из участников и руководителей уникальных в своём роде работ в области изучения воздействия ионизирующих излучений на природные и культурные экосистемы и сообщества; закономерностей миграции техногенных радионуклидов в различных природных средах, их перехода по цепям питания в экосистемах, аккумулирования их в тканях живых организмах. Основной областью научных интересов Романова были исследования глобальных радиоактивных выпадений вызванных испытаниями ядерного оружия в атмосфере, выявления синергических эффектов радиации и химических веществ, на природные компоненты, установление радиоэкологических принципов землепользования и использования природных ресурсов в зоне воздействия предприятий атомной промышленности, радиационной генетики природных популяций животных и растений.
На опытной станции ОНИС Г. Н. Романовым были организованы работы по мониторингу содержания плутония, трития, углерода-14 и йода-129 в окружающей среде. Были оценены накопленные дозы радиоактивного облучения у населения, проживающего в бассейна реки Течи и других территорий, пострадавших в результате радиационной аварии на х/к «Маяк» в 1957 году. В рамках работы было выполнено радиоэкологическое обоснование допустимого уровня выбросов радионуклидов в атмосферу для предприятий атомной промышленности и энергетики. Проведено изучение технологии управления радиоактивными отходами. В 1974 году Г. Н. Романов вместе с коллегами был награждён Государственной премией СССР за серию работ в области охраны окружающей среды, в том числе за разработку рекомендаций по ведению лесного и сельского хозяйства в условиях радиоактивного загрязнения.
С 1986 года Г. Н. Романов приниаал участие в ликвидации последствий аварии на ЧАЭС, в числе первых ученых был направлен в зону аварии. Руководил комплексной экспедицией сотрудников ОНИС, которая работала вплоть до 1991 года. Экспедиция проводила работы по изучению и ликвидации последствий аварии на атомной станции в агропромышленном комплексе России, Белоруссии и Украины, попавших в район бедствия.
Романовым была создана «Перспективная программа научно-исследовательских и опытно-контрольных работ, направленная на ликвидацию и снижение радиоэкологических последствий аварии на Чернобыльской АЭС». Он также является одним из авторов проекта Государственной программы СССР, ориентированной на улучшение экологической и социально-экономической ситуации в Челябинской, Курганской и Свердловской областях. Несколько работ Геннадия Романова были изданы в качестве материалов ООН. Всего же он опубликовал около двухсот научных трудов — монографий и созданных в соавторстве.

## Некоторые публикации
- Романов Г. Н. Авария 1957 года в ряду мировых ядерных катастроф: её место и значение. — Челябинск: Охрана природы Южного Урала: областной экологический альманах, 2007.
- В. В. Мартюшов, Д. А. Спирин, Г. Н. Романов, В. В. Базылев, В. З. Мартюшов. Динамика состояния и миграции стронция-90 в почвах Восточно-Уральского радиоактивного следа // Вопросы радиационной безопасности. — 1996. — № 3. — С. 28—38.
- Ю. Корсаков, Е. Федоров, Г. Романов, Л. Пантелеев и др. Оценка радиационной обстановки на территории, загрязненной в результате ветрового переноса радиоактивных аэрозолей в районе предприятия в 1967 году // Вопросы радиационной безопасности. — 1968. — № 4. — С. 50—59.
- В. З. Мартюшов, Е. Г. Смирнов, О. В. Тарасов, Г. Н. Романов, Д. А. Спирин. Восточно-Уральский Государственный заповедник // Вопросы радиационной безопасности. — 1997. — Т. 3. — С. 42–57.
- А. С. Бакуров, Г. Н. Романов, Г. П. Шейн. Динамика радиационной обстановки на территории Восточно-Уральского радиоактивного следа // Вопросы радиационной безопасности. — 1997. — Т. 4. — С. 68–73.

## В обычной жизни
Г. Н. Романов был страстным грибником, рыболовом и садоводом.

## Семья
- Супруга — Романова Нелли Алексеевна — лаборант радиохимичесского анализа (ОНИС).
- Дочь — Тарасова (Романова) Марина Геннадьевна — учитель — логопед высшей категории.
- Сын — Романов Дмитрий Геннадиевич — начальник группы службы промышленной безопасности (ФГУП "ПО"Маяк").

## Награды и премии
- Кандидат технических наук (1969)
- Лауреат Государственной премии СССР (1974)
- Орден Мужества (1996)
- Заслуженный эколог РФ (1998)